# 微塵粉
微塵粉（みじん－こ）は、もち米を加工した米粉の一種である。
“味甚粉”(読みは同じく(みじん－こ)とも表記される。尚、原材料にもち米を用いないもの(後述)は漢字ではなくひらがなで「みじん粉」と表記されて区別される場合がある。
道明寺粉の製造過程で出た微粉を炒って作る「新引粉(しんびき－こ)」と混同されることがあるが、製法の異なる別個の素材である。

## 概要
もち米を蒸し上げて餅とした後に煎餅状に平たく延し、水分を取るために乾燥させてから細かく砕いて粉末としたもので、製菓材料他に用いられる。
なお、蒸したもち米を延した後に、焼き色がつかない程度に軽く焼いてから砕いたものを「焼微塵粉(やき－みじん-こ)」、延ばす工程で非常に薄く伸ばした後に焼き色がつかない程度に軽く焼いてから砕いたものを「寒梅粉(かんばい－こ)と呼ぶ。“寒梅粉”の名は、寒梅が咲く頃に前年秋に収穫した新米を加工して作ることから名付けられたとされる。
赤(薄紅色)や緑(薄抹茶色)に着色されている製品も市販されている。
揚げ衣用として使用される微塵粉には、馬鈴薯でんぷんやコーンスターチなどを主原料として製造されている製品もある。

## 用途

### 製菓材料
和菓子（干菓子など）の原材料として使用する。

### 揚げ衣
揚げ物の揚げ衣として使用されるものがある。